# Santa Fé do Sul (ort)
Santa Fé do Sul är en ort i Brasilien.   Den ligger i kommunen Santa Fé do Sul och delstaten São Paulo, i den södra delen av landet, 600 km sydväst om huvudstaden Brasília. Santa Fé do Sul ligger 402 meter över havet och antalet invånare är 25 802.
Terrängen runt Santa Fé do Sul är platt. Santa Fé do Sul är det största samhället i trakten.
Omgivningarna runt Santa Fé do Sul är en mosaik av jordbruksmark och naturlig växtlighet. Runt Santa Fé do Sul är det ganska glesbefolkat, med 32 invånare per kvadratkilometer.